# 가오샤오쑹
가오샤오쑹(고효송, 高曉松, 1969년 11월 14일 ~ )은 중화인민공화국의 남자 가수이다.

## 생애
중화인민공화국 헤이룽장성 다칭시에서 태어났다. 그는 칭화 대학 건축과를 졸업한 어머니 장커췬과 같은 대학 건축과 교수로 일했던 아버지 가오리런의 슬하에서 태어났으며, 1988년에 칭화 대학 전자공학과에 입학했다. 1990년에 '청동기'라는 이름의 밴드를 조직해서 학내에서 인기 캠퍼스 가수로 활동하였고, 1991년에는 교내 같은 방 기숙사 생활을 하던 친구와의 우정을 그린 '이층 침대의 너(同桌的你)'라는 자작곡의 노래를 만들었는데, 1994년 <대학생 가요앨범>에 넣어진 후 그를 본격적으로 중국 가요계에서 인기 가수가 되게 만들었다. 1996년에는 '청춘무회(靑春無悔)'라는 개인 앨범을 발표했고, 1999년에는 청춘 영화 '나시화개(那時花開)'의 연출자로 나서기도 했다. 중국에서 인터넷 분야가 발달하면서 2000년에는 인터넷 포털 소후, 2001년에는 인터넷 포털 시나에서 음악 파트 사업 기획자로 참여했고, 2015년 이후로는 중국 알라바바 그룹 산하에서 음악 사업 기획자로 활동했다.